# Марила
Марила (рум. Marila) је насељено место града Оравице у жупанији Караш-Северин у Румунији. Према попису из 2021 године било је 22 становника. Налази се на надморској висини од 820 м.

## Становништво
Према попису становништва из 2011. године у насељу је живело 33 становника. 
| Етнички састав према попису из 2011. године‍ | Етнички састав према попису из 2011. године‍ | Етнички састав према попису из 2011. године‍ | Етнички састав према попису из 2011. године‍ | Етнички састав према попису из 2011. године‍ |
| ------------------------------------------- | ------------------------------------------- | ------------------------------------------- | ------------------------------------------- | ------------------------------------------- |
|                                             |                                             |                                             |                                             |                                             |
| Румуни                                      | Румуни                                      |                                             | 28                                          | 84,8%                                       |
| неизјашњени                                 | неизјашњени                                 |                                             | 5                                           | 15,2%                                       |